# 溫里弗鎮區 (明尼蘇達州沃迪納縣)
溫里弗鎮區（英語：Wing River Township）是位於美國明尼蘇達州沃迪納縣的一個行政鎮區。

## 地方資料
溫里弗鎮區的面積為93.27平方千米，當中陸地面積為93.22平方千米，而水域面積為0.05平方千米。根據2020年美國人口普查的數據，當地共有人口422人，而人口密度為每平方千米4.52人。